# Den 5:e kvinnan
Den 5:e kvinnan är en svensk/dansk/norsk film från 2002. Filmen baseras på boken av Henning Mankell med samma namn. 
Kommissarie Kurt Wallander spelas av Rolf Lassgård.

## Handling
Den 5:e kvinnan utspelar sig hösten 1994. En äldre herre hittas i en gillrad fångstgrop spetsad till döds på skarpvässade bambupålar, omsvärmad av kråkor. Kort efteråt försvinner en blomsterhandlare spårlöst och även han hittas avrättad i skogen. Kurt Wallander och hans kollegor förstår snart att dåden handlar om hämnd.

## Om filmen
Filmen är inspelad i Tofta på Gotland. Den visades första gången på SVT1 den 8 mars 2002.

## Rollista (urval)
- Rolf Lassgård - Kurt Wallander
- Marie Richardson - Maja Thysell
- Christer Fant - Svedberg
- Lars Melin - Martinsson
- Kerstin Andersson - Lisa Holgersson
- Klas Gösta Olsson - Nyberg
- Catherine Jeppsson - Ylva Brink
- Ylva Nilsson - Katarina Taxell
- Anki Lidén - Yvonne Ander
- Michael Nyqvist - Bo Runfeldt
- Jenny Rudell - Linda Wallander
- Keve Hjelm - Karl Wallander
- Emy Storm - Ebba
- Kenneth Milldoff - Eskil Bengtsson
- Göte Fyhring - Holger Eriksson
- Palle Granditsky - Gösta Runfeldt
- Lakke Magnusson - Kalle Birch
- Lasse Beischer - Johan Ekberg
- Tom Ahlsell - man vid stationen
- Karin Bertling - kvinna i stuga
- Li Brådhe - sjuksköterska
- Pierre Dahlander - Tore Grundén
- Jörgen Düberg - Holger Eriksson som ung
- Hans-Peter Edh - Åke Davidsson
- Christian Fex - arbetare
- Wallis Grahn - rättsmedicinare
- Leif Hedberg - man i stuga
- Bertram Heribertson - Karl-Henrik Bergstrand
- Birte Heribertson - Gunilla Runfeldt
- Måns Herngren - Thomas Andersson
- Bo Christer Hjelte - polis
- Lars Passgård - hundägare
- Åsa Persson - journalist
- Rafael Pettersson - Majas son
- Susanne Schelin - doktor
- Carl-Johan Seth - polis
- Monica Stenbeck - Kristina Blomberg
- Thomas Ungewitter - doktor
- Otto Strandqvist - Katarina Taxells baby

## Musik i filmen
Originalmusik av Frans Bak.